# Суворов, Яков Маркович
Я́ков Ма́ркович Суво́ров (20 ноября 1889, Юркино, Царевококшайский уезд, Казанская губерния, Российская империя ― 12 июля 1970, Москва, РСФСР, СССР) ― советский военный деятель, полковник, кавалер двух орденов Красного Знамени (1920, 1926) и ордена Ленина (1945). Активный участник Гражданской войны на стороне красных, в дальнейшем — преподаватель, начальник кафедры Военной академии механизации и моторизации РККА им. И. В. Сталина в Москве (1934―1947).

## Биография
Родился 20 ноября 1889 года в деревне Юркино Царевококшайского уезда, Казанской губернии (ныне Медведевский район Республики Марий Эл). Окончил Царевококшайское высшее начальное училище, педагогические курсы в Чебоксарах. Работал учителем, заведующим училищем в родной деревне.
С 1916 года ― в Российской императорской армии, прапорщик. В дни Октябрьской революции воевал в Первом советском летучем отряде. В годы Гражданской войны был одним из ближайших соратников В. К. Блюхера. В 1923 году окончил Высшую школу командного состава РККА. В 1920 и 1926 годах награждён двумя орденами Красного Знамени.
В 1930 году был начальником военной школы в Нижнем Новгороде.
В 1934―1947 годах ― преподаватель, начальник кафедры Военной академии механизации и моторизации РККА им. И. В. Сталина в Москве. 
Был женат. От брака были  рождены сын Суворов Юрий Яковлевич и дочь Суворова Наталья Яковлевна (в браке — Ванина, 31.10.1938 -  07.02.2021).  
Ушёл из жизни 12 июля 1970 года в Москве.

## Боевые награды
- Орден Ленина (21.02.1945)[1]
- Орден Красного Знамени (1920, 1926)

## Память
Именем Я. М. Суворова названа улица в городе Троицк Челябинской области.